# Pamba boyaca
Pamba boyaca är en fjärilsart som beskrevs av Nicolay 1973. Pamba boyaca ingår i släktet Pamba och familjen tjockhuvuden. Inga underarter finns listade i Catalogue of Life.